# Emil Højlund
Emil Winther Højlund (* 4. Januar 2005 in Hørsholm) ist ein dänischer Fußballspieler, der beim FC Schalke 04 unter Vertrag steht. Er ist dänischer Nachwuchsnationalspieler.

## Karriere

### Verein
Emil Højlund, dessen älterer Bruder Rasmus und sein Zwillingsbruder Oscar ebenfalls Fußballspieler sind, wechselte im Alter von 13 Jahren von Hørsholm-Usserød IK in die Fußballschule des FC Kopenhagen. Am 10. März 2022 gab er im Alter von 17 Jahren beim 4:4-Unentschieden im Achtelfinalhinspiel in der UEFA Europa Conference League bei der PSV Eindhoven sein Profidebüt. Nach einer 0:4-Niederlage im Rückspiel, in der Højlund ebenfalls zum Einsatz kam, schieden die Dänen aus dem Wettbewerb aus. In der Folgezeit kam er ein Jahr nur in der Jugend zum Einsatz, wobei er auch Pflichtspiele für die zweite Mannschaft absolvierte; mit der A-Jugend (U-19) nahm er in der Saison 2022/23 an der UEFA Youth League teil.
Zur Saison 2024/25 wechselte er für eine Sockelablöse von 200.000 € zum FC Schalke 04, wo er einen Vertrag bis 2028 unterschrieb. Bei den „Königsblauen“ trägt der Däne die Rückennummer 15.

### Nationalmannschaft
Emil Højlund ist Nachwuchsnationalspieler Dänemarks und kam bisher sowohl für die U-16 als auch für die U-17 und für die U-18 zum Einsatz.